# John Rechy
John Francisco Rechy, né le 10 mars 1931, est un romancier, essayiste, dramaturge et critique littéraire américain. Comptant parmi les pionniers de la littérature LGBT, il a notamment écrit sur la culture homosexuelle à Los Angeles et plus largement sur l'Amérique. Cité de la nuit (City of Night), son premier roman, publié en 1963, a été un best-seller. Avec son livre The Miraculous Day of Amalia Gomez, il a aussi contribué à la littérature chicano.

## Biographie
Il est né au Texas,,. Il est le plus jeune d'une fratrie de cinq enfants, nés de Guadalupe Flores et de Roberto Sixto Rechy. Ses parents sont originaires du Mexique et son père a des ancêtres écossais,.
Il obtient un B. A. en anglais au Texas Western College (de nos jours université du Texas à El Paso), où il est rédacteur au sein du journal universitaire.
Après l'obtention de son diplôme, il s'enrôle dans l'armée mais bénéficie d'une dispense pour s'inscrire à l'université Columbia. Il projette d'intégrer un cours d'écriture créative enseigné par la romancière Pearl Buck, en soumettant un texte, Pablo!. Sa demande n'est toutefois pas acceptée, mais il est admis au cours d'Hiram Haydn, rédacteur en chef à Random House (The New School for Social Research (en)).
En 1959 a lieu à Los Angeles l'émeute du Cooper Do-nuts, quand des personnes LGBT sont victimes de harcèlement de la part de la police. Trois personnes sont arrêtées, dont John Rechy. Ils parviennent cependant à s'échapper. Il revient plus tard sur cet épisode dans son livre City of night.
Il s'est longtemps prostitué et a été arrêté pour cela à plusieurs reprises par la police, jusqu'à sa rencontre au début des années 1990 avec Michael Ewing, son actuel compagnon. Ils vivent dans une villa à Los Angeles.

## Carrière littéraire
Son premier roman, en grande partie autobiographique, s'intitule Cité de la nuit (City of Night). Il est publié en octobre 1963. Malgré des critiques négatives au moment de sa publication, le livre devient un best-seller international,.
En plus d'une douzaine de livres, John Rechy a contribué à de nombreux essais et à des critiques littéraires dans diverses publications, dont The Nation, The New York Review of Books, Los Angeles Times, L. A. Weekly, The Village Voice, The New York Times, Evergreen Examen ou encore Saturday Review,. Beaucoup de ces écrits ont été regroupés dans son livre paru en 2004 Beneath the skin.
Il a aussi rédigé trois pièces de théâtre, Tigers Wild (d'abord sous le nom The Fourth Angel et basé sur son roman éponyme), Rushes (basé sur le livre du même titre) et Momma, as she became - not as she was, une pièce en un acte.
En 2004, il est cité par la journaliste Amy Harmon dans un article du New York Times, qui révèle, grâce à une panne d'ordinateur des serveurs d'Amazon, l'identité de milliers de personnes qui avaient posté de façon anonyme des critiques de livres. Parmi plusieurs autres auteurs, John Rechy se serait ainsi attribué des notes de cinq étoiles, le score le plus élevé. Après cette polémique, Amazon a cessé d'accepter les commentaires anonymes.
Il est enseignant dans le master d'écriture de l'université du Sud de la Californie.

## Récompenses
John Rechy est le premier romancier à recevoir le Lifetime Achievement Award du PEN Center USA (en) (1997). Il possède aussi le prix Bill Whitehead, décerné par Publishing Triangle (en) (1999),. Membre du NEA, il est le premier récipiendaire du Culture Hero Award de ONE Magazine.
Lors de la 30e édition du prix Lambda Literary en 2018, il a remporté une récompense dans la catégorie « fiction gay » pour After the Blue Hour.

## Postérité
Les écrivains Michael Cunningham, Kate Braverman, Sandra Tsing Loh, et Gina Nahai ont été ses étudiants avant de commencer leur carrière littéraire.
L'artiste anglais David Hockney s'est inspiré, pour sa peinture Building, Pershing Square, Los Angeles, d'un passage de City of Night.
En 1983, la chanson Numbers du duo de synthpop anglais Soft Cell s'inspire de son roman éponyme, publié en 1967.
Un CD-ROM sur la vie et l'œuvre de John Rechy a été publié par l'Annenberg Center of Communications. Il est intitulé Mysteries and Desire: Searching the Worlds of John Rechy.
Le chanteur et poète américain Jim Morrison utilisait l'expression "ville de la nuit" pour désigner la ville de Los Angeles dans la chanson "L.A. Woman", expression empruntée à la célèbre œuvre de John Rechy "City of Night" (ville de la nuit).

## Œuvre

### Romans
- City of Night (Grove Press, 1963) Publié en français sous le titre Cité de la nuit, traduit par Maurice Rambaud, Paris, Gallimard, 1965 ; réédition, Paris, Gallimard, coll. « L'Étrangère », 1993 ; réédition, Paris, Gallimard, coll. « L'Imaginaire » no 712, 2019  (ISBN 978-2-0728-3737-1)
- Numbers (Grove Press, 1967) Publié en français sous le titre Numbers, traduit par Norbert Naigeon, Paris, Laurence Viallet, 2018
- This Day's Death (Grove Press, 1969)
- The Vampires (Grove Press, 1971)
- The Fourth Angel (Viking, 1972)
- Rushes (Grove Press, 1979) Publié en français sous le titre Rush, traduit par Georges-Michel Sarotte, Paris, Presses de la Renaissance, 1980  (ISBN 2-85616-197-9)
- Bodies and Souls (Carroll & Graf, 1983)
- Marilyn's Daughter (Carroll & Graf, 1988) Publié en français sous le titre La Fille de Marilyn, traduit par Françoise Brodsky, Paris, Presses de la Renaissance, 1989  (ISBN 2-85616-505-2)
- The Miraculous Day of Amalia Gomez (Arcade, 1991)
- Our Lady of Babylon (Arcade, 1996)
- The Coming of the Night (Grove Press, 1999) Publié en français sous le titre La nuit vient, traduit par Marie Kowalski, Paris, Balland, coll. « Le Rayon », 2001  (ISBN 2-7158-1346-5)
- The Life and Adventures of Lyle Clemens (Grove Press, 2003)
- After the Blue Hour (Grove Press, 2017)

### Essais
- The Sexual Outlaw (Grove Press, 1977)
- Beneath the Skin (Carroll & Graf, 2004)

### Mémoires
- About My Life and the Kept Woman (Grove Press, 2008)